# Efecto del par inerte
Se denomina efecto de par inerte a la tendencia del par de electrones s de los orbitales atómicos más externos a no ser compartidos en los compuestos de los metales de la serie de post transición. El término efecto de par inerte a menudo se utiliza en relación con el aumento en la estabilidad de los estados de oxidación que son menores en dos a la valencia del grupo para aquellos elementos más pesados de los grupos 13, 14, 15 y 16. El término par inerte fue propuesto por primera vez por Nevil Sidgwick en 1927. El nombre sugiere que los electrones s más externos se encuentran más estrechamente unidos al núcleo de estos átomos, y por lo tanto resultan más difíciles de compartir o ionizar.
Por ejemplo, los elementos de los 4º, 5º y 6º períodos del bloque p aparecen después de los elementos del bloque d, pero los electrones presentes en los orbitales d y f no son efectivos apantallando los electrones de valencia s. Como resultado, el par inerte de electrones s permanecen estando más fuertemente unidos al núcleo y por lo tanto participando menos en la formación de enlaces.

## Descripción
Considérese como ejemplo al talio (Tl) en el grupo 13. El estado de oxidación +1 del Tl es el más estable, mientras que los compuestos de TlIII son comparativamente mucho más raros. La estabilidad del estado de oxidación +1 aumenta en la siguiente secuencia:
AlI < GaI < InI < TlI.
Se observa la misma tendencia en la estabilidad en los elementos del grupo del carbono, grupo del nitrógeno y grupo del oxígeno. Los elementos más pesados de cada grupo, plomo, bismuto y polonio son comparativamente más estables en los estados de oxidación +2, +3 y +4 respectivamente.
El menor estado de oxidación de cada uno de estos elementos posee dos electrones de valencia en orbitales s. Una explicación parcial es que los electrones de valencia en un orbital s se encuentran más fuertemente unidos y por lo tanto poseen una energía menor (son más estables) que los electrones en los orbitales p y por lo tanto son menos propensos a participar en enlaces. Si se examinan los potenciales de ionización totales (PI) (véase debajo) de los dos electrones en orbitales s (los potenciales de ionización 2º + 3º), se puede observar que hay una disminución, como la esperada, desde el B al Al con el aumento del tamaño atómico, pero los valores para el Ga, In y Tl son más altos de los esperados. 
| IP        | Boro  | Aluminio | Galio | Indio | Talio |
| --------- | ----- | -------- | ----- | ----- | ----- |
| 1º        | 800   | 577      | 578   | 558   | 589   |
| 2º        | 2,427 | 1,816    | 1,979 | 1,820 | 1,971 |
| 3º        | 3,659 | 2,744    | 2,963 | 2,704 | 2,878 |
| (2º + 3º) | 6,086 | 4,560    | 4,942 | 4,524 | 4,849 |

El elevado potencial de ionización (PI) (2º + 3º) del galio se explica por contracción del bloque d, y el mayor potencial de ionización (2º + 3º) del talio en relación con el indio, se ha explicado por efectos relativistas. El mayor valor del talio comparado con el indio es parcialmente atribuible a la influencia de la contracción lantánida y se debe al pobre efecto de apantallamiento de la carga nuclear por las subcapas 4d y 5f.
Una consideración importante es que los compuestos en los estados de oxidación más bajos, son iónicos, mientras que los compuestos con los estados de oxidación más altos, son covalentes. Por lo tanto, se deben tener en cuenta los efectos de covalencia. Una explicación alternativa para el efecto de par inerte dada por Drago en 1958; quién atrubuye el efecto a las bajas entalpías de enlace M-X para los elementos del bloque p y al hecho de que se requiere menos energía para oxidar un elemento a un estado de oxidación más bajo que a un estado de oxidación mayor. Esta energía debe ser suministrada por los enlaces iónicos o covalentes, por lo que, si el enlace de un determinado compuesto es débil, el estado de oxidación mayor podría ser inaccesible. Trabajos posteriores, considerando efectos relativistas confirman esto.
En el caso de los grupos del 13 al 15, el efecto de par inerte se ha atribuido además a "la disminución de la energía del enlace con el aumento del tamaño desde el Al al Tl, de modo que la energía requerida para involucrar al electrón s en el enlace no se compensa con la energía liberada al formar los dos enlaces adicionales." Dicho esto, los autores hacen notar que existen varios factores en juego, incluyendo efectos relativistas en el caso del oro, y que "no se ha alcanzado una racionalización cuantitativa de todos los datos."

## Actividad estérica del par solitario
La inactividad química de los electrones s en sus estados de oxidación más bajos, no siempre va de la mano con inactividad estérica (donde inactividad estérica significa que la presencia de un par solitario de electrones s tiene muy pequeña o ninguna influencia en la geometría de la molécula o cristal). Un ejemplo simple de actividad estérica es el del SnCl
2, el cual se pliega de acuerdo a la teoría VSEPR. Algunos ejemplos donde el par solitario parece ser inactivo son el yoduro de bismuto (III), BiI
3, y el anión BiI3−
6. En estos dos compuestos el átomo de Bi central se encuentra octaédricamente coordinado con mínima o ninguna distorsión, en contra de lo predicho por la teoría VSEPR.
La actividad estérica del par solitario hace mucho se ha asumido como que este orbital posee cierto carácter p, es decir que el orbital no es simétricamente esférico. Algunos trabajos teóricos más recientes muestran que esto no es necesariamente el caso visto aquí. Por ejemplo, la estructura litargírica del PbO  contrasta con la estructura más simple y simétrica del tipo sal de roca que presenta el PbS y esto ha sido explicado en términos que las interacciones del anión PbII − en el PbO conducen a una asimetría en la densidad electrónica. No se producen interacciones similares en el PbS. Otro ejemplo son algunas sales de talio(I) donde la asimetría ha sido atribuida a electrones s en el Tl interactuando con orbitales antienlazantes.